# Hiroyuki Yoshino (sceneggiatore)
Hiroyuki Yoshino (2 giugno 1970) è uno sceneggiatore giapponese.
Ha scritto sceneggiature di serie animate quali Sora no woto, Mai Hime, Macross Frontier e Code Geass.

## Opere
| Anno | Titolo           | Tipo  | Ruolo                 |
| ---- | ---------------- | ----- | --------------------- |
| 2004 | Mai Hime         | anime | sceneggiatura         |
| 2005 | Mai Otome        | anime | sceneggiatura         |
| 2005 | Mai Otome        | manga | sceneggiatura         |
| 2006 | Code Geass       | anime | sceneggiatura episodi |
| 2008 | Macross Frontier | anime | sceneggiatura episodi |
| 2010 | Sora no woto     | anime | sceneggiatura         |